# ناتاشا باركر
ناتاشا باركر (بالإنجليزية: Natasha Jane Barker) هي رباعة أسترالية، ولدت في 30 نوفمبر 1970 في سيدني في أستراليا.

## وصلات خارجية
- ناتاشا باركر على موقع أوليمبيديا (الإنجليزية)
- ناتاشا باركر على موقع اللجنة الأولمبية الأسترالية (الإنجليزية)
- ناتاشا باركر على موقع اتحاد ألعاب الكومنولث (مؤرشف) (الإنجليزية)
- ناتاشا باركر على موقع دورة ألعاب الكومنولث 2006 (مؤرشف) (الإنجليزية)